# 아라우카강

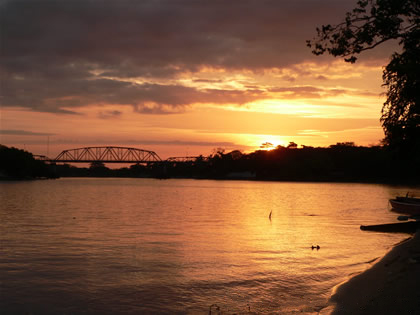
아라우카강

아라우카강(Arauca River)은 콜롬비아와 베네수엘라를 흐르는 강이다.